# VAIO Phone
VAIO Phone（バイオ フォーン）は、台湾のクアンタ・コンピュータによって開発された、第4世代移動通信システム対応のSIMフリーAndroidスマートフォンである。
製品番号はVA-10J（日本版）。

## 概要
VAIO Phoneは、VAIOのブランドしては初めてのスマートフォンとなり、日本通信とVAIOが商品企画を行い、製造及び開発はODM契約によりクアンタ・コンピュータに委託された。
性能はミッドレンジに位置付けられており、CPUがSnapdragon 410の1.2GHz、2GBのメモリ、HDのディスプレイを搭載している。OSはAndroid 5.0 Lollipopを搭載しているが、AOSPベースであるためカスタマイズが殆どされていない素のAndroidとなる。
カスタマイズされた点としては、日本通信独自のファイルマネージャーアプリとVAIOオリジナル壁紙が一枚プリインストールされている。
なお本体にはMicroSIMカードが付属されているが、これはVAIO Phone専用にIMEIロックされており、他の端末に差し替えて使用できないように制限されている。
発売後に明らかになった経緯から、VAIO側はブランドを貸しただけで、商品の企画・販売は実質的には日本通信（b-mobile）側が行ったと考えられている。
製造時のトラブルによって発売が予定より3か月遅れ、発表会では「箱」だけ公開することになり、同時に進められた日本通信のブランド戦略もあって、VAIOブランド初のスマホとして消費者に過度の期待を抱かせることになった。しかし、結果として出てきた製品が「VAIO」の名を冠しただけのごく普通のスマホであったため、消費者に失望され、商業的に失敗した。また、在庫を売り切るための減損などから、日本通信は2016年度に赤字に転落した。
VAIO Phoneの失敗の責任を取る形になった日本通信の三田聖二会長によると、クアンタはノートパソコンの委託製造では世界最大手として知られていたものの、実はスマホを作ったことが無く、そのことを日本通信は全く知らなかったという。最終的にクアンタで製造された7万台のうち、一部に不具合がある商品が日本通信に納品されたため、日本通信が約1万4,000台分の受領を拒絶したところ、その分の売買代金を巡ってクアンタより訴訟を提起された。その後、日本通信とクアンタとの間で互いに訴えあうなど訴訟合戦が続いている。
なお、VAIO Phone Biz以降のVAIO Phoneシリーズは日本通信とは無関係で、ODM先への丸投げではなくVAIO安曇野工場での2重検品およびカスタマイズ（安曇野FINISH）も行われるなど、品質がVAIO社自身によって保証されるようになった。

### AIカメラとしての利用
日本でスーパーマーケットやディスカウントストアを展開するトライアルカンパニーでは、店舗の無人化やレジの自動化を進めるために、VAIO Phoneを独自カスタマイズしてAI監視カメラを搭載したものが、対応店舗に数百台導入されている。

## 市場の評価
日本通信の三田聖二会長によると、「スマホはすでにコモディティ化した製品であり、機能による差別化はできない」とのことで、言うなれば初代iMacと同様に、機能ではなく「VAIO」というブランディングでスマホを提供する「VAIOフォン戦略」を掲げていた。しかし、消費者は単なる「VAIO」というブランドを冠しただけの普通のスマホに、5万1000円と言う価格を払う価値を見出さなかった。
VAIOというブランドを冠しながら、それを反映させたのはロゴやデザインの一部に限られることから、VAIOならではのこだわりが感じられず「単にVAIOのロゴが付いたスマートフォンに過ぎなかった」と言われ、VAIO Phoneの詳細が発表された直後から、VAIOブランドに期待を寄せていたユーザーを失望させた。
さらに、日本通信の2016年3月期連結業績予想の下方修正について、VAIO Phoneを完売するために在庫評価減が迫られたことが悪影響を及ぼしていると指摘された。
2018年現在は、標準価格から大幅に値下げされた1万円程度で取引されている。また、法人向けとして在庫を完売するために、日本通信が2016年度通期の赤字転落を承知のうえでVAIO Phoneの減損に踏み切った経緯もあり、イオンモバイルでは2018年に100個セットで798,000円（1個当たり7980円）での販売を行うなど、莫大な在庫を抱えたMVNO業者も存在する模様。

### リブランド製品疑惑
デザインや内部設計は、パナソニックによって開発されたELUGA U2とほとんど同じ仕様となっており、ELUGA U2のリブランド品の可能性についても指摘もされている。しかし、これについて日本通信側は「たまたまだと思う」と否定している。
またELUGA U2が約3万円（発表時点の為替レート）であるに比べ、VAIO Phoneが約5万円となっており、外装に「VAIO」のロゴが付いただけで実質2万円ほど価格が上がっている。
なお、VAIO Phoneの内部には、SIMカードを2枚差しする時のための「2枚目のSIMカード」を搭載するスペースが存在するなど（VAIO Phoneでは使用できないため、何の役目も果たさない「ダミーSIMカード」が搭載されている）、他社向けの設計を流用したことを物語る痕跡がある。